# Pura (Zwitserland)
Pura is een gemeente en plaats in het Zwitserse kanton Ticino, en maakt deel uit van het district Lugano.
Pura telt 1226 inwoners.

## Geboren
- Adolfo Feragutti Visconti (1850-1924), Zwitsers-Italiaans kunstschilder